# John Boyne
John Boyne (* 30. dubna 1971 Dublin) je irský spisovatel, autor románů pro dospělé i mládež. Jeho knihy byly přeloženy do více než 50 jazyků.
V literárním světě se etabloval románovou prvotinou pro mládež Chlapec v pruhovaném pyžamu z roku 2006, která byla o dva roky později zfilmována režisérem Markem Hermanem. Pracuje též jako novinář v deníku The Irish Times, kam píše kulturní recenze. Vystudoval anglickou literaturu na Trinity College dublinské univerzity a tvůrčí psaní na University of East Anglia v Norwichi. Přihlásil se k homosexuální orientaci. Románem Můj brácha se jmenuje Jessica o tématu transsexuality přesto vzbudil nevoli transsexuálních aktivistů, především kvůli odmítání pojmu cisgender.

### Anglická vydání

#### Romány
- 2000: The Thief of Time (Weidenfeld & Nicolson)
- 2001: The Congress of Rough Riders (Weidenfeld & Nicolson)
- 2004: Crippen (Penguin)
- 2006: Next of Kin (Penguin)
- 2008: Mutiny on the Bounty (Doubleday)
- 2009: The House of Special Purpose (Doubleday)
- 2011: The Absolutist (Doubleday)
- 2013: This House Is Haunted (Doubleday)
- 2014: A History of Loneliness (Doubleday)
- 2017: The Heart's Invisible Furies (Doubleday)
- 2018: A Ladder To The Sky (Doubleday)
- 2020: A Traveler at the Gates of Wisdom (Doubleday)

#### Romány pro mládež
- 2006: The Boy in the Striped Pyjamas (David Fickling Books)
- 2010: Noah Barleywater Runs Away (David Fickling Books)
- 2012: The Terrible Thing That Happened To Barnaby Brocket (Doubleday Children's)
- 2013: Stay Where You Are And Then Leave (Doubleday Children's)
- 2015: The Boy at the Top of the Mountain (Doubleday Children's)
- 2019: My Brother's Name is Jessica (Puffin)

### Česká vydání
- Chlapec v pruhovaném pyžamu, BB art 2008, překlad Jarka Stuchlíková
- V tomto domě straší, Plus 2016, překlad Mirka Kopicová
- Chlapec na vrcholu hory, Brio 2017, překlad Petr Štádler
- Kromobyčejná pouť Barnabyho Brocketa, Slovart 2017, překlad Petr Štádler
- Skrytá zuřivost srdce, Slovart 2019, překlad Runka Žaludová – český překlad obdržel anticenu Skřipec[2]
- Můj brácha se jmenuje Jessica, #booklab 2020, překlad Anežka Mann
- Poutník před branami moudrosti, Slovart 2021, překlad Sylva Ficová